# Chalet Güttinger
Le Chalet Güttinger est situé à Saint-Gatien-des-Bois dans le département du Calvados et la région Normandie.

## Localisation
Le chalet est situé dans la commune de Saint-Gatien-des-Bois, lieu-dit le château de Launay.

## Historique
Le chalet est construit en 1830. L'architecte en est Ulrich Güttinger ou plutôt Ulric Guttinguer.
L'édifice est inscrit au titre des monuments historiques le 3 octobre 1983.